# Thereva persequa
Thereva persequa är en tvåvingeart som beskrevs av Walker 1852. Thereva persequa ingår i släktet Thereva och familjen stilettflugor. Inga underarter finns listade i Catalogue of Life.